# 引力探测器B
引力探测器B（英語：Gravity Probe B，简称）是美国国家航空航天局（NASA）在2004年4月20日发射的一颗科学探测卫星。这个任务的计划是测量地球周围的时空曲率，以及相关的能量-动量张量（描述物质的分布及运动的张量），从而对爱因斯坦的广义相对论的正确性和精确性进行检验。卫星的飞行持续到2005年，其后任务进入到了数据分析阶段（2008年5月），并有可能一直持续分析到2010年。引力探测器B的研发历史可追溯到二十世纪六十年代，至2004年正式升空长达四十多年，其耗资达七亿五千万美元。这是美国国家航空航天局历史上研发时间最长的计划，之所以如此拖延的原因不仅仅在于技术上的难题，其中也牵扯进了很多关于科学上与政治上的争论。
引力探测器B的最初结果证实了广义相对论所预言的测地线效应的精确度达到了误差小于1%，而所期望的参考系拖拽效应的信号强度则和当前的噪声强度处于同一量级（这些噪声主要来自一些尚未建立研究模型的物理效应）。相关的数据分析工作正在进行中，对信号中的噪声进行建模分析，找到誤差來源，从而能够将有用的参考系拖拽信号从中萃取出来。2008年8月，参考系拖拽效应已被確認在期望結果的15%範圍內。2008年12月，美国国家航空航天局發布報告，测地线效应的精确度达到了误差小于0.5%。
在一篇於2011年發表在《物理評論快報》的論文裏，作者表示，從分析所有四個陀螺儀給出的數據，得到測地漂移率為 −6,601.8±18.3 mas/yr) ，参考系拖拽漂移率為−37.2±7.2 mas/yr；廣義相對論預測分別為−6,606.1 mas/yr 與−39.2 mas/yr，差異分別為0.07%與5%，不確定性分別為0.28%與19%。
一些初步結果在美國物理學會於2007年4月舉辦的一場特別會議裏被發佈。美国国家航空航天局原本請求延伸引力探测器B數據分析階段至2007年12月。靠著商人理查·費爾班克、史丹佛大學、美国国家航空航天局的專款支持，這數據分析階段得以延伸至2008年年中。之後，又從沙特商人募得很多專款。2011年，終於完成科學報告。

## 概述

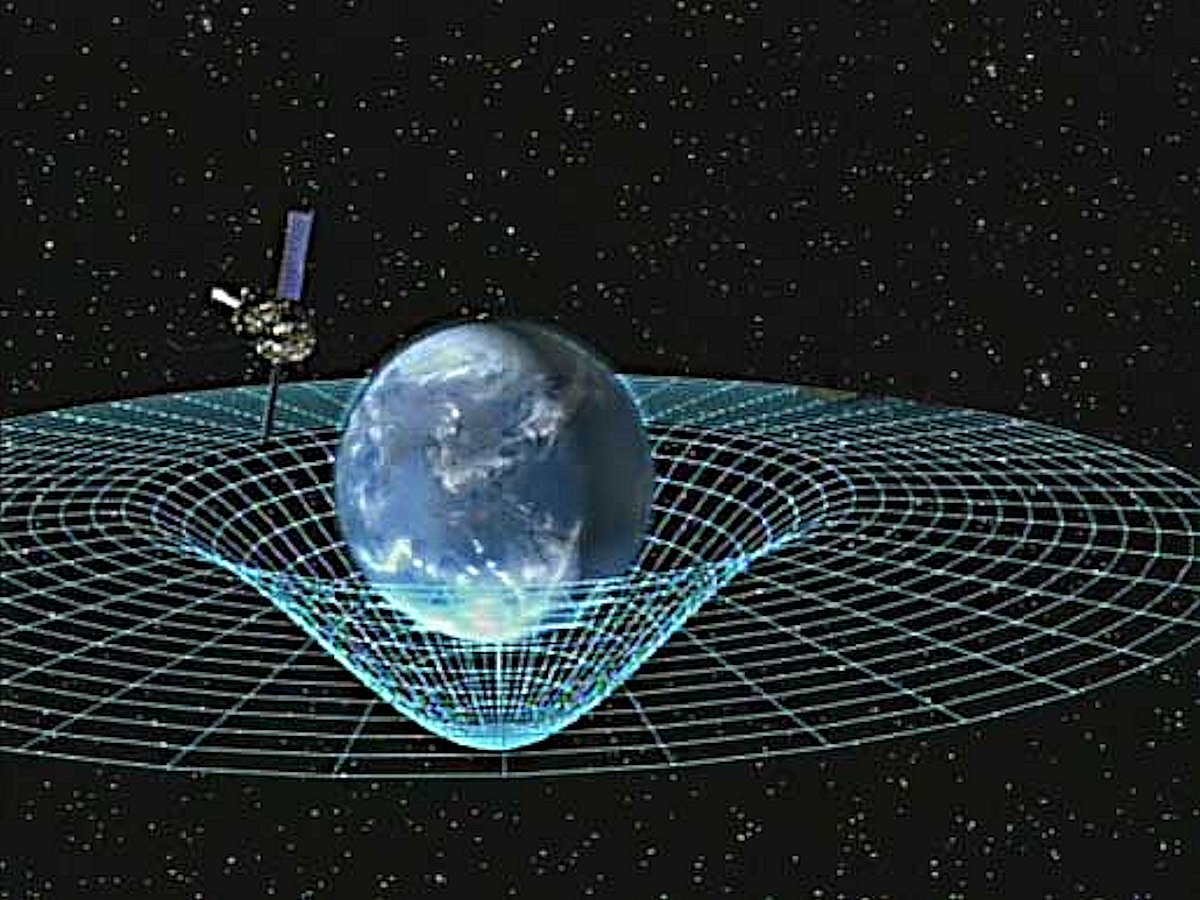
地球引力场中的引力探测器B

引力探测器B本质上是美国国家航空航天局执行的一项借助陀螺仪的相对论性实验。这项实验的主要研究人员是斯坦福大学的物理学家，并主要由洛克希德·马丁公司承包完成。之所以命名为引力探测器B，是因为它被看作是第二个在太空中进行的引力实验，这是相对于1976年发射的引力探测器A而言的。
在2007年4月14日至17日期间于佛罗里达州杰克逊维尔召开的美国物理学会四月年会上首先公布了引力探测器B的一些初始探测结果。起初提议将引力探测器B的数据分析工作期限延伸至2007年12月底，但随后延长到2008年9月，并有可能进一步延长到2010年3月，届时关于参考系拖拽的科研测量成果将有望正式得出。
总体而言，这项任务包括对地球引力场中的两种广义相对论效应进行测量：参考系拖拽和测地线效应。这两种效应在此之前还未曾被精确测量过，至少从没有达到过这次引力探测器B所预计将达到的精确量级。
实验的主要目标之一是高度精确地测量放置于一颗高度为642公里的极轨道人造卫星上四个陀螺仪的自旋方向改变。这些陀螺仪远离一切可能的扰动，从而提供了一个近于完美的时空参考系。通过对这些陀螺仪自旋方向的测量，可以了解到时空在地球的存在下是如何发生弯曲的，以及更进一步地，测量到地球的自转是如何“拖拽”周围的时空随之一起运动的。这种效应叫做兰斯-蒂林效应，是参考系拖拽的一种；它有时也被称作引力磁性，是由于这种引力场的产生机制类似于电磁学中运动电荷产生感生磁场的原理。
在引力探测器B发射之前，对参考系拖拽效应仅有的测量数据来自于1997年和2004年发射的两颗卫星，它们采用激光测距的方法声称对参考系拖拽的测量分别达到了约为20%和10%的误差精度。而引力探测器B的目标精度则是1%。另一个在火星引力场中观测兰斯-蒂林效应的测试结果是根据对火星全球探勘者号的位置数据进行恰当分析后得到的，其声称的精度达到了0.5%，但这一结果的精确性却充满争议。
实验的另一主要目标是测量地球引力场中的测地线效应。这种效应来自于地球引力场中时空曲率的改变，从而陀螺仪的自转轴在地球引力场中进行平行输运时，在地球自转一周的范围内并不会保持同一方向，最终影响结果是造成陀螺仪的进动。这种效应是参考系拖拽效应的170倍，广义相对论的理论预言由于自旋-轨道耦合和时空曲率而产生的轨道平面上的测地线效应总和会造成陀螺仪每年进动6.606角秒，因此它是一个相当可观的广义相对论效应。对于测地线效应，物理学家基普·索恩有一个通俗演示录像：他使用一个接近扁平的纸质圆锥来模拟地球引力场，而这个圆锥是通过剪掉一个圆环上的一个扇形后粘合得到的。引力探测器B所要测量的，就是这块因测地线效应而“丢失的”扇形（角度），其要求精度将达到万分之一，是迄今为止对广义相对论最精确的实验验证。
引力探测器B原本计划于2004年4月19日在范登堡空军基地借助德尔塔-2运载火箭发射，但由于位于高空大气层的风的变化，过程被迫顺延至发射窗口的5分钟后。这项任务的不寻常之处在于，由于对运行轨道的高精度要求，发射窗只能维持一秒钟。因此它的成功发射时间是太平洋时间4月20日9点57分23秒（国际标准时间16点57分23秒），卫星在经过南极点并经过短暂的二级燃烧后于太平洋时间11点12分33秒（国际标准时间18点12分33秒）进入轨道，卫星运行时间持续17个月。

## 实验设置

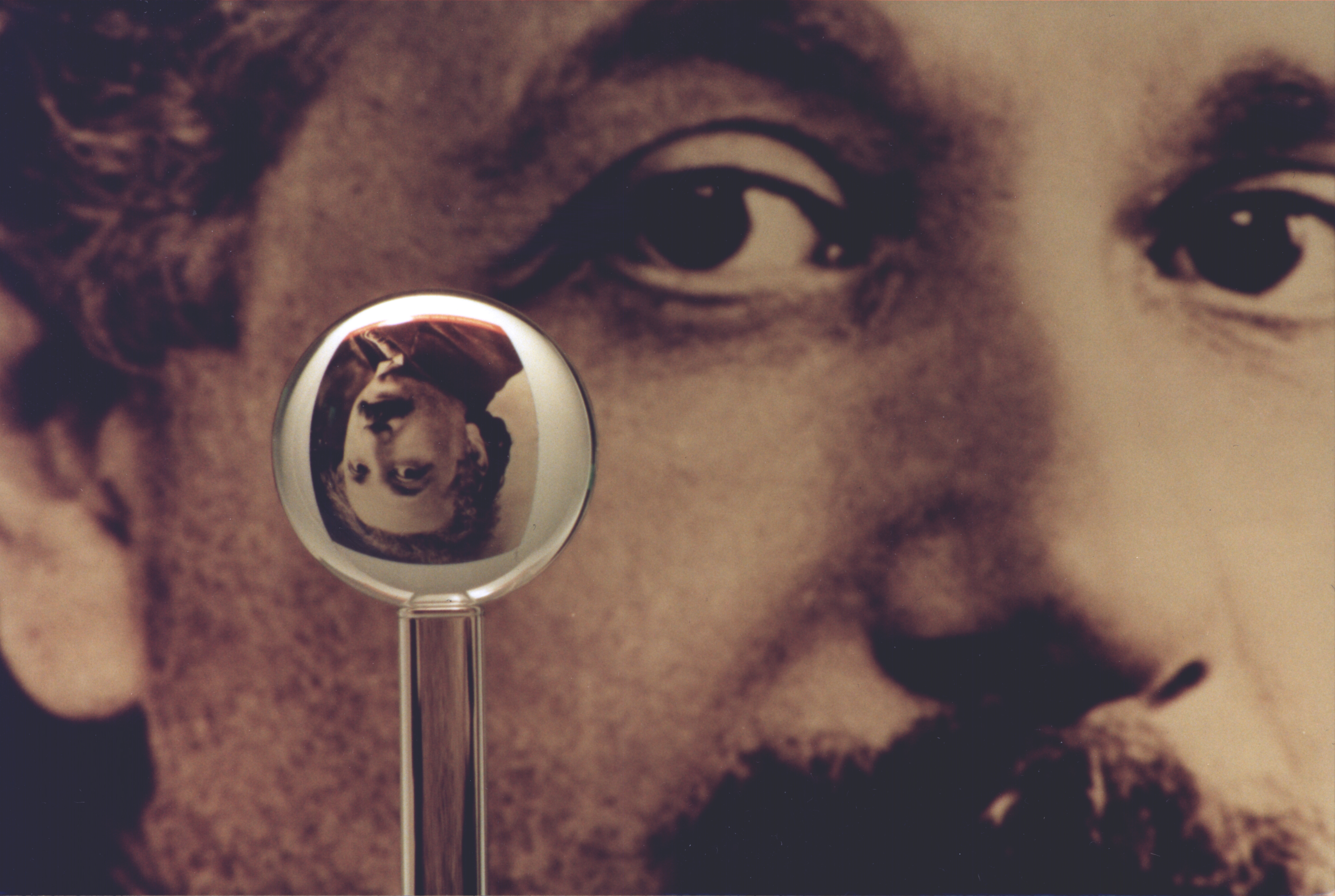
引力探测器B所用的熔凝石英制成的陀螺仪转子折射出背景中爱因斯坦的照片：在当时这是人类所能制作得到的最接近完美球体的物体，它和一个完美球体相比在尺度上差别不超过40个原子的厚度。

引力探测器B的实验设置包含四个陀螺仪和一个指向飞马座的双星（又称）的参考望远镜。在极轨道下，陀螺仪的自转轴也都指向，从而参考系拖拽和测地线效应所表现出的角度偏移能够被每一个陀螺仪测量到。这些陀螺仪都被存放于一个9英尺高，容积为650加仑的保温瓶中，其中充满了恒温的液氦超流体，以保持低于2开尔文（摄氏零下271度，华氏零下456度）的恒温。之所以要求接近绝对零度的环境是使分子间运动产生的扰动最小化的要求，同时能使构成陀螺仪组件的铅和铌具有超导电性。
在建造期间，这些陀螺仪转子是人类所能制作得到的最接近完美球体的物体：它们大约为乒乓球大小，相对于完美球体的误差大约只有四十个原子的尺度（小于10纳米）。如果将这些陀螺仪转子按比例放大到地球的尺度，那么这个球上最高的山峰将只有2.4米高。陀螺仪本身的材料是熔凝石英，而在外层则镀上了一层超薄的铌。实验中主要的注意事项之一是尽可能降低来自其他任何非相对论因素的对陀螺仪自旋的扰动，因此在运行中陀螺仪绝对不能接触盛放它们的容器壁。解决这个问题的方法是通过电场将它们悬浮，并用一束氦气流推动它们开始旋转。在实验运行中，它们的自转轴方向是通过采用超导量子干涉仪（简称）对具有超导电性的铌层所激发的磁场进行监控而测量的（这是由于处于自旋状态的超导体会激发和其自转轴方向精确一致的磁场，参见伦敦磁矩）。
引力探测器B将飛馬座IM选做导航星体是基于如下几个原因的：首先它需要具有足够的亮度从而能方便地通过望远镜观测到；其次它在天球坐标中接近赤道，位置十分理想。此外很重要的一点是它的运动规律已经被人们了解得相当清楚，这要归功于它所辐射的相对高强度的射电信号。作为这项任务的准备工作之一，天文学家们分析了基于它发射的射电信号而得到的飛馬座IM相对于遥远类星体的近年来的位置测量数据，从而能够尽可能地根据需求精确获得它的运动规律。

## 历史
引力探测器B的概念最初来源于麻省理工学院教授乔治·普克（George Pugh），他当时（1959年）在美国国防部工作；其后（1960年）在普克的建议下，斯坦福大学当时的物理系主任莱昂纳德·西弗对这一概念进行了讨论。1961年这一建议被提送到，1964年批准了这个提议的研究资金，但由于探测器本身对工程技术方面的要求非常之高以至于在当时技术无法满足，所给的经费在数量上属于低级层次。随着其后二十年间技术水平的提升，将这项计划的研究经费提高到了一亿三千万美元，这其中不包括搭载航天飞机发射所需的费用。但其后在1986年由于挑战者号航天飞机失事，在有关航天飞机的计划上做出变动，这导致任务团队被迫从基于航天飞机发射的设计转向为基于德尔塔-2运载火箭的设计，而原本定于1995年的在航天飞机上进行的探测器原型测试也继而取消。同时的科研资金也变得紧缩，他们开始依靠美国国家科学院对科研计划进行定期评审来设定任务的优先级，因此像引力探测器B这样一个仅仅用于验证引力理论的高消费科研项目在很多人眼里都无法得到重视。在引力探测器B长达四十多年的研发时间中，始终有观察家认为这项计划是对资金的巨大浪费，即使在今天很多人看来，它的价值仍然不及其他空间科研计划。而也曾经出于考虑三度取消了这一计划，分别是在1989年、1993年和1995年。然而它之所以能够延续至今，很大程度上要归功于斯坦福大学的物理学家法蘭西斯‧艾弗里特在其中所作的政治斡旋。伊夫利特从1981年起开始担任这项计划的主持工作，他在职期间马不停蹄地对加州和联邦的政治家进行游说，而他的努力使国会立场坚定地将这一计划维持下去。
纵观引力探测器B的研发历史，评论者普遍认为这项计划本身具有争议，而且技术上非常具有挑战性，但又都谨慎地认为这项计划应该继续下去。一个看似简单的原因是，已经在这个项目上花费了太多的钱。按照空间科学部门主席爱德华·韦勒（他本人曾多次试图取消这一计划）的说法，他如今若要取消一项计划，“宁可是在已经花费了四百万美元的时候而不是在四亿美元的时候”。而阻止这项计划继续烧钱的唯一理智的办法就是让这项计划快些完成。不管怎样，虽然引力探测器B的主要任务仅仅是测试广义相对论的正确性，但由于爱因斯坦理论对当代物理学研究的重要意义，在探索更广阔的未知领域之前首先确保理论基础的正确性也无可厚非。随着2004年的正式升空，引力探测器B历经曲折的四十余年的研发，成为了历史上第一个在资助下由大学开发研制并投入实际运作的人造卫星。
這任務的費用總共為$7.5億元.

## 任务时间表
- 2004年4月20日

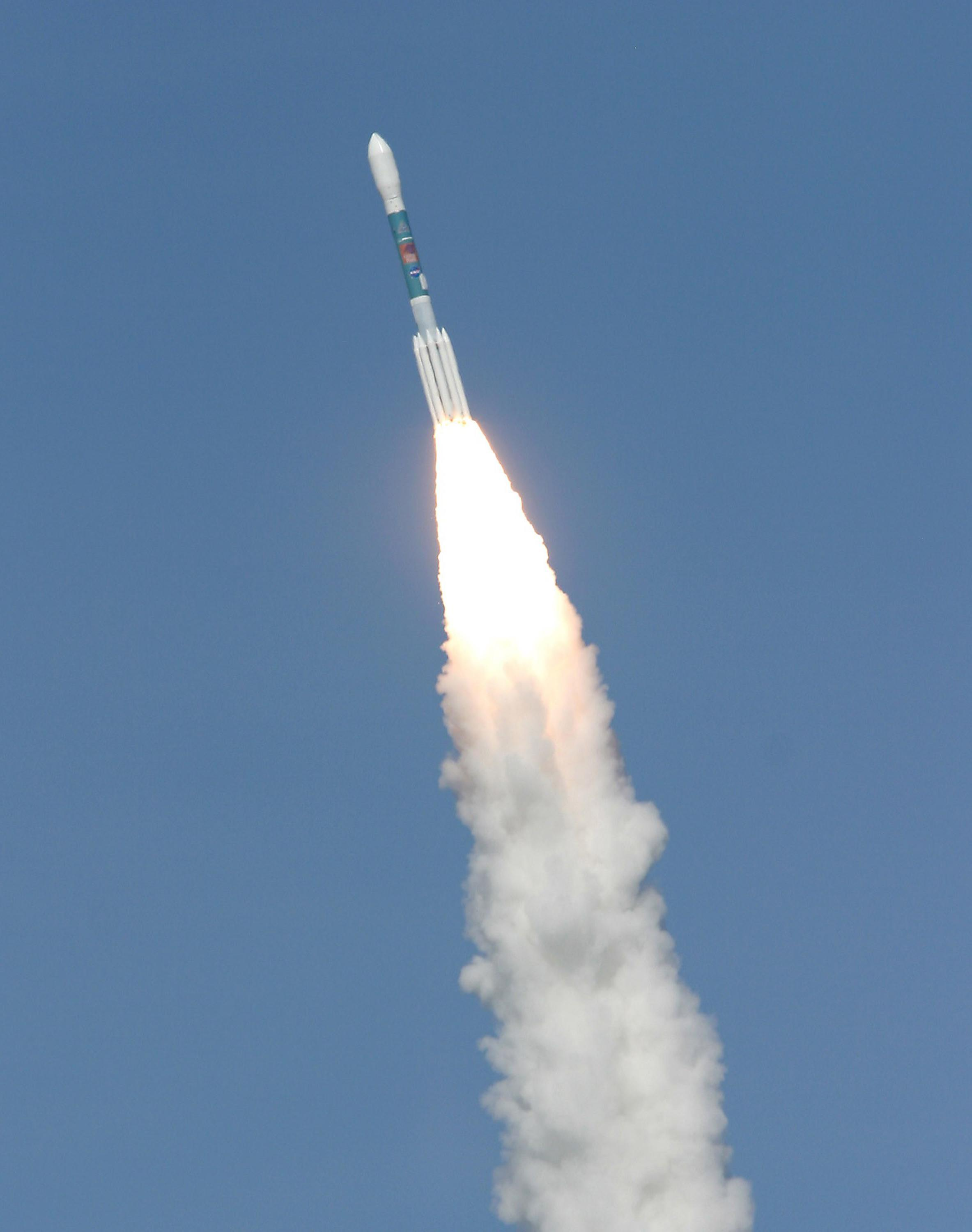
引力探测器B在德尔塔-2运载火箭的助推下发射升空

- 引力探测器B成功从范登堡空军基地发射并进入预定极轨道。

- 2004年8月27日

- 引力探测器B进入科学探测阶段。在任务第129天时除四号陀螺仪的自转轴需要进行进一步准直外，全部系统都准备完毕投入数据采集工作。

- 2005年8月15日

- 引力探测器B完成科学探测阶段，仪器转入最终数据校正模式。

- 2005年9月26日

- 校正阶段完成，恒温室中还留有液氦，航天器回到科学探测模式并等待液氦完全耗尽。

- 2006年2月

- 数据分析第一阶段完成。

- 2006年9月

- 数据分析团队意识到需要做更多的误差分析，特别是关于陀螺仪的本体极迹运动，这使得数据分析的时间表延长到2007年4月之后，并使得的资金提供延长到2007年底。

- 2006年12月

- 数据分析第三阶段完成。

- 2007年4月14日

- 宣布了截止于当前所得到的最佳测量结果。弗朗西斯·伊夫利特在美国物理学会四月年会上报告了一些初始测量成果：“从引力探测器B的陀螺仪测得的数据清晰地证实了爱因斯坦的理论对测地线效应的预言的误差低于1%。不过由于参考系拖拽效应要比测地线效应弱170倍，斯坦福的科学家们仍然在致力于从航天器的数据中萃取它的本征信息。”:2

- 2010年12月8日：

- 引力探测器B被除役，它仍舊移動在它的642 km (400 mi) 極軌道。

- 2011年5月4日：最後實驗結果被發佈。在美国国家航空航天局的總局，引力探测器B研究團隊領導法蘭西斯‧艾弗里特（英语：Francis Everitt）報告實驗最終結果。[23]

根据2007年2月9日的官方通告，由于探测器接收到了相当多预料之外的未知信号，因此还需要进行将这些信号剔除等工作后才能将最终结果公布。同年四月的通告中说，陀螺仪的自转轴受到了某随时间变化的力矩影响，从而导致分析这一误差并得到最终结果还需要更长的时间。这导致结果的公布时间被接连推迟，从2007年4月推迟到12月，进而是2008年9月，而现在有可能要等到2010年3月。在2007年美国物理学会的四月年会上公开的对参考系拖拽测量的数据表明，测量得到的随机误差比理论上估计的误差值要大很多，并且这一误差中包含了围绕零值均匀分布但涨落很大的正值和负值，这一结果使人产生怀疑是否还有可能从测量数据中提取出有用的结果。
2007年6月，官方发布了一份详尽的更新，说明了产生上述问题的原因并声称正在研究这一问题。虽然在最初陀螺仪球体涂层的不均匀导致的静电作用已经被考虑到，并曾经以为在运行之前就得到了控制，但现在已经知道球体的最终涂层导致了两个半球上的电势具有轻微的差别，从而使得球体上产生了电偶极矩。电偶极矩在电场在作用下对球体产生轴向的力矩，这个效应据估计和参考系拖拽所产生的效应具有相同的数量级。此外，由于陀螺仪的本体极迹运动导致在外层电极中产生动生电流，这使得系统能量不断耗散，并使得陀螺仪的运动也在随时间变化。这意味着一个简单的对时间求平均的本体极迹运动模型不足以描述这个系统的行为，研究并在计算中消除这一效应需要一个更详细的轨道模型。在基于“任何地方都有可能出问题”的考虑下，航天器飞行任务的最后一部分是数据校正，此期间在航天器的轴故意做出一定偏移的条件下进行数据采集，持续时间24小时。这一数据被证实对识别那些效应产生的误差非常有价值。研究团队将静电力矩通过建模写成自转轴偏移的函数形式，而对本体极迹运动这一效应也建立了相应合适恰当的模型，现在他们寄希望于能够克服这些外界影响，从而将相对论效应的测量结果从这些噪声中剥离出来并达到可分辨的程度。
斯坦福大学方面已经同意将部分原始数据在未来某个尚未明确的时间公布于众。现在看起来这些数据将会被其他进行独立研究的科研人员检查，而公布于众的时间是在2008年9月以后。由于考虑到这些引力探测器B团队以外的科研人员对数据的阐释可能会和官方结果有所不同，真正等到引力探测器B的所有测量数据被完全理解可能还需要好几年的时间。

### 美国国家航空航天局的评论
委派的一个由15人组成的专家团给出了一份评论报告，其中反对将数据分析阶段延长至2008年后。他们警告称，由于测量过程中经典力矩的影响以及太阳耀斑造成的多次数据采集中断，导致需要进行降噪的噪声量级“过高，因此从这一实验中最终测量出的任何效应都不得不将克服科学社群中相当多的（同时在我们看来也是相当合理的）怀疑”。

### 之后的数据分析工作
对这一计划的赞助和支持终止于2008年9月30日，但引力探测器B团队仍然具有可靠的资金来源以保证他们的研究人员能够正常工作至少到2009年12月。
2008年8月29日，引力探测器B科学顾问委员会第18次会议（简称）在斯坦福大学举行，会上报告了当前的进展。其后在向的报告中称：
|            | 在上发布的报告确实不同寻常，在此我们要嘉奖引力探测器B的科学团队所取得的成果。他们所做出的努力是英雄式的，这个实验曾经处于一个看上去似乎潜在失败的状态，而现在科学顾问委员会已经相信他们能够获得对相对论的可靠验证，即使其精确性无法达到最初的目标。科学顾问委员会主席的观点认为，这项拯救无疑可以和修正哈勃太空望远镜的光学缺陷的任务相提并论，区别在于这里的资金花费只是那项任务的一个零头。 |
| ——对的报告 | |

在史丹佛大學的分析小組與美国国家航空航天局於2011年5月4日宣布，引力探测器B實驗數據證實愛因斯坦廣義相對論的兩個預測。這結果發表於《物理評論快報》。關於更進一步實驗測量参考系拖拽的建議可以在《歐洲物理快報》的2011年11月期刊查閱。

## 更广阔的遗产
在其任务本身之外，引力探测器B的研究意义还在于它开发并完善了至少十几种新技术。例如它所用的陀螺仪的稳定性是最好的导航陀螺仪的一百万倍，而为了制得完美球体的陀螺仪转子工作人员花了十年以上的时间并开发出了一套全新的制造工艺。实验中所用的超导量子干涉仪的灵敏度之高可以探测到0.1毫角秒的角度倾斜。在四十多年的研究过程中，引力探测器B也创造了可观的技术、商业和社会收益，例如它用于在太空中控制液氦的渗透式活塞在的其他很多空间项目中都起到了基础性作用。对社会而言最重要的是，引力探测器B的研究对众多教师和学生的事业和生活都产生了深远的影响，这其中包括79篇斯坦福大学以及13篇其他大学的博士论文。参与引力探测器B的人员其中包括美国的第一位女宇航员，一位航空公司首席执行官以及一位诺贝尔奖获得者。